# Municipio de Johnson (condado de Carter)
El municipio de Johnson (en inglés: Johnson Township) es un municipio ubicado en el condado de Carter en el estado estadounidense de Misuri. En el año 2010 tenía una población de 2514 habitantes y una densidad poblacional de 8,63 personas por km².

## Geografía
El municipio de Johnson se encuentra ubicado en las coordenadas 36°52′10″N 90°47′31″O / 36.86944, -90.79194. Según la Oficina del Censo de los Estados Unidos, el municipio tiene una superficie total de 291.35 km², de la cual 290,79 km² corresponden a tierra firme y (0,19 %) 0,55 km² es agua.

## Demografía
Según el censo de 2010, había 2514 personas residiendo en el municipio de Johnson. La densidad de población era de 8,63 hab./km². De los 2514 habitantes, el municipio de Johnson estaba compuesto por el 98,57 % blancos, el 0,64 % eran amerindios, el 0,12 % eran asiáticos y el 0,68 % eran de una mezcla de razas. Del total de la población el 1,19 % eran hispanos o latinos de cualquier raza.